# Nikolái Burenin
Nikolái Evgenevich Burenin (ruso: Николай Евгеньевич Буренин, también conocido por los alias de German Fedorovich, German, Neburenin y Víktor Petrovich) (San Petersburgo, Imperio Ruso, 5 de diciembre de 1874 – Leningrado, Unión Soviética, 30 de junio de 1962) fue un revolucionario, escritor, pianista concertista y coleccionista de música ruso que trabajó como organizador y especialista en las operaciones ilegales bolcheviques. Fue miembro de la Unión de Escritores Soviéticos.

## Biografía
Burenin nació en San Petersburgo en el seno de una rica familia de comerciantes. Se graduó en la Escuela de Comercio Petrovskoye en 1892 y estudió más tarde en la Academia Imperial de las Artes. Trabajó como pianista concertista y se unió al movimiento revolucionario ruso en 1901. Burenin fue miembro del Partido Obrero Socialdemócrata de Rusia (POSDR) desde 1904.
La familia Burenin poseía una mansión en Kirjasalo cerca de la frontera entre Rusia y su entonces territorio autónomo, el Gran Ducado de Finlandia. Fue usada para el contrabando de armas y literatura ilegal a través de la frontera y para organizar pasos fronterizos para los delegados del IV y el V Congresos del POSDR. Los transportes llegaban a la estación de ferrocarril de Roshchino, donde eran tomados por Burenin y sus asociados. Fue asimismo organizador de imprentas clandestinas y pisos francos para literatura de propaganda, alquiló casas seguras y recaudó fondos para la acción revolucionaria. Burenin estuvo implicado en el intento de contrabando de armas para la resistencia finlandesa de 1905 con el vapor SS John Grafton y en el atraco de 1906 a la sucursal del Banco Estatal Ruso en Helsinki.
Tras el atraco al banco, Burenin viajó a los Estados Unidos como secretario personal de Máximo Gorki en su viaje de recaudación de fondos. En noviembre de 1906, Gorki, María Andréyeva y Burenin llegaron a Italia. Pasaron tres meses en la isla de Capri mientras Gorki permaneció allí durante siete años. Burenin fue detenido en 1907 y encarcelado en la Prisión de Kresty durante un año, pero continuó sus actividades en el movimiento bolchevique. Tras la Revolución de Octubre de 1917 trabajó en el Comisariado Popular de Educación y más tarde en el Departamento de Teatro del Departamento de Educación Pública de San Petersburgo. En 1920 Burenin fue nombrado representante de comercio de la RSFS de Rusia en Finlandia (1920-1925). A comienzos de los años 1930 trabajó en los archivos relacionados con la historia de la Revolución Rusa. Se jubiló en 1935. Las memorias de Burenin fueron publicadas póstumamente en 1967.

## Memoria
En el Distrito Krasnogvardeysky de San Petersburgo hay una calle con el nombre de Burenin. Su colección musical está archivada en la Biblioteca Nacional de Rusia. Ha sido sugerido que el personaje Behemoth de la novela El maestro y Margarita de Mijaíl Bulgakov estuvo inspirado en Burenin.

## Obras
- Три месяца на острове Капри («Tres meses en la isla de Capri», 1939)
- Люди большевистского подполья («Personas de la clandestinidad bolchevique», 1958)
- Памятные годы («Memorias», 1967)

## Honores
- Orden de la Bandera Roja del Trabajo